# Lockheed WP-3D Hurricane Hunter
Le Lockheed WP-3D Hurricane Hunter est un avion de reconnaissance météorologique américain dérivé de l'avion de patrouille maritime P-3 Orion. Conçu et réalisé dans les années 1970 il sert au sein de la National Oceanic and Atmospheric Administration dans son unité de chasseurs de cyclones.

## Développement

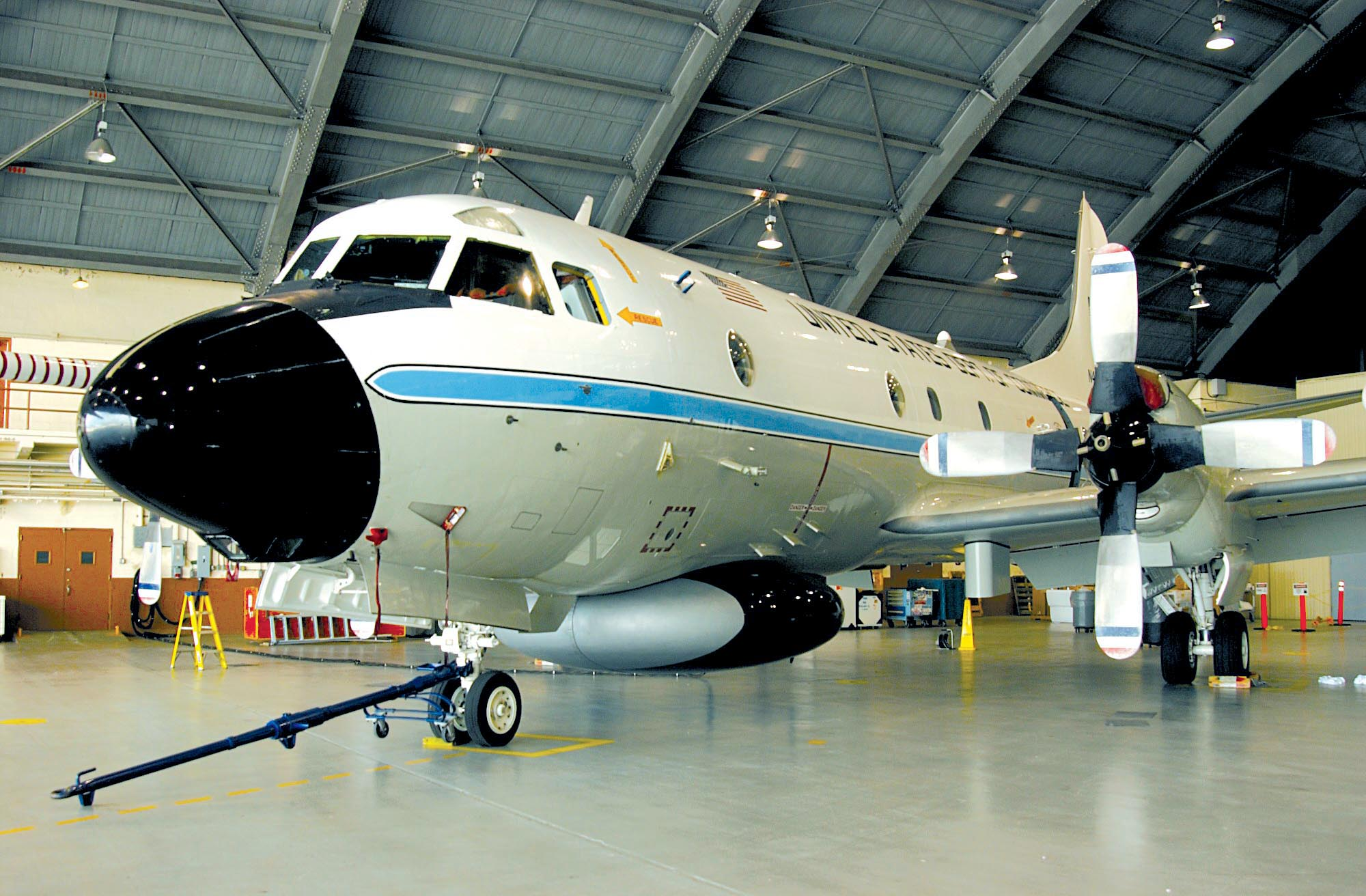
Lockheed WP-3D Hurricane Hunter au hangar.

Au début des années 1970, soucieux de faire remplacer ses deux Douglas DC-6 modifiés, la NOAA annonça son intention d'acquérir deux nouveaux avions et se tourna vers les machines alors en pointe dans l'arsenal militaire américain : le Lockheed C-130 Hercules et le Lockheed P-3 Orion. Si le premier était déjà en service dans les unités de reconnaissance météo de l'US Air Force sous la forme des WC-130 le second permettait des vols au ras des flots, une technique souvent mise en œuvre par les pilotes de l'administration. Le choix se porta donc sur une version dérivée de l'avion de patrouille maritime, finalement désignée WP-3D.
Deux P-3C furent prélevés sur les stocks de l'US Navy et renvoyés chez Lockheed pour y être modifiés. Immatriculés respectivement N42RF et N43RF ceux-ci s'identifiaient immédiatement par leur imposant radar météorologique installé sous l'intrados de fuselage, juste derrière le nez de l'avion. Le détecteur d'anomalie magnétique avait laissé la place à un radar utilisant la bande X.
Il est à signaler que l'US Navy employa au cours des années 1970 quatre WP-3A, des appareils de reconnaissance météo destinés à suivre les éventuels nuages dus aux explosions atomiques. Ils étaient très différents dans leurs missions, et leurs équipements des WP-3D.

## En service

### Deux avions opérationnels

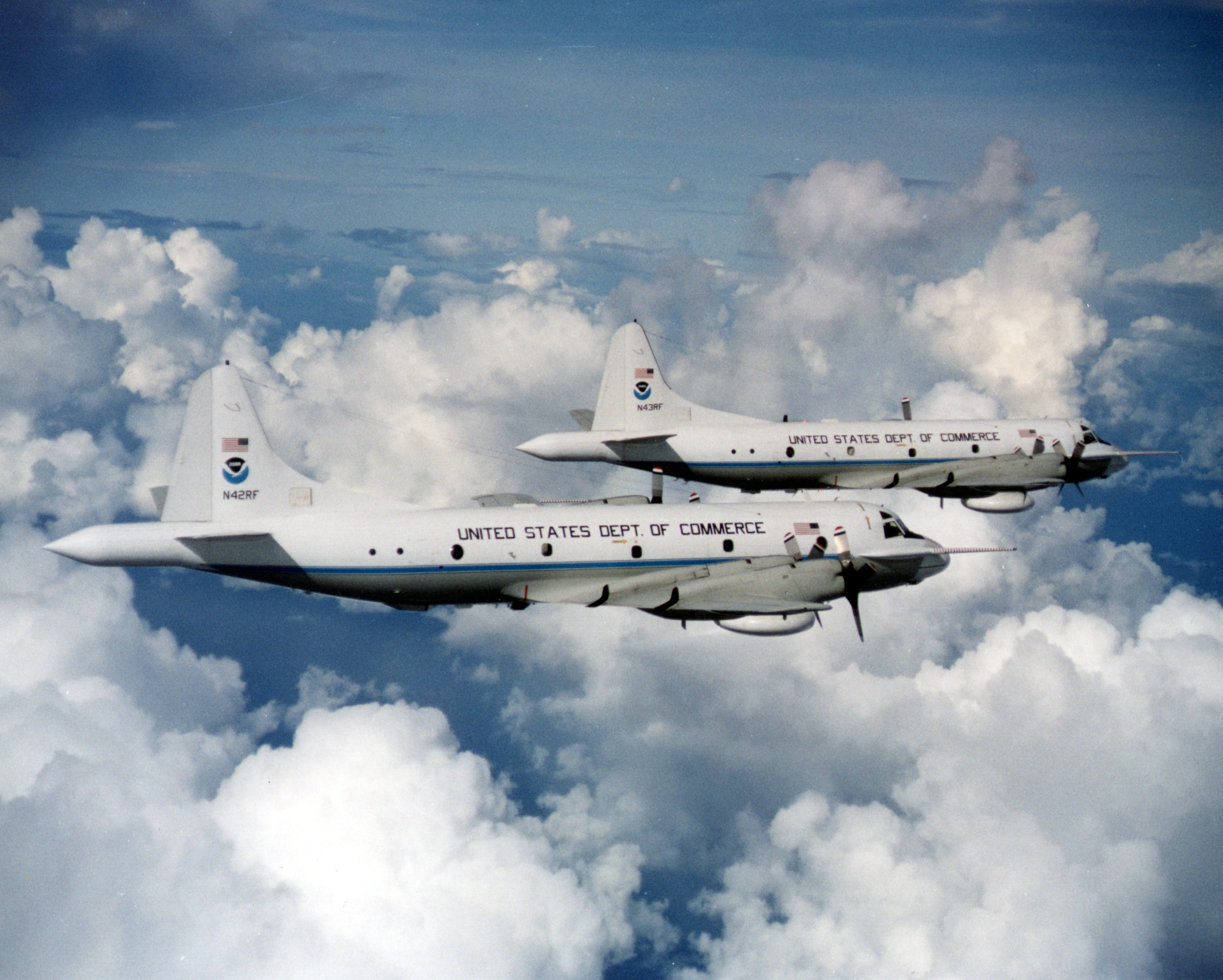
Les deux WP-3D en vol.

Les deux avions sont utilisés à partir de l'aérodrome de Lakeland Linder Rgnl à Lakeland (Floride) (anciennement ils étaient à la base de McDill de l'US Air Force en Floride). Pour leurs déploiements à la poursuite des ouragans ils sont fréquemment employés pour des survols maritime de l'Atlantique, du Pacifique et du golfe du Mexique. Le NOAA les emploie également pour la surveillance des risques de tornades. Par ailleurs les deux WP-3D ont été massivement employés dans les années 2000 pour l'étude du phénomène météorologique dit « El Niño ». 
Par ailleurs ces avions sont fréquemment missionnés dans des expériences hors du territoire américain, et notamment au Canada mais aussi en Europe. 
Leur remplacement est prévu pour l'horizon 2020 ou 2025 mais sans qu'un éventuel aéronef ne soit déjà annoncé. Par ailleurs la flotte aérienne de la NOAA fait appel également à un Gulfstream IV-SP, un King Air 350, un Turbo Commander, et quatre Twin Otter.

### Utilisation
- États-Unis
  - US Department of Commerce
    - National Oceanic and Atmospheric Administration.

## Aspect technique
Le Lockheed WP-3D Hurricane Hunter se présente sous la forme d'un monoplan quadrimoteur à turbopropulsion mû par quatre Allison T56 A14 d'une puissance unitaire de 4 600 chevaux entraînant chacun une hélice à quatre pales. Il est servi par un équipage de onze personnes, pilote et copilote inclus. Outre son avionique propre, l'avion est très similaire au P-3 Orion dont il est dérivé.
Chacun des deux Hurricane Hunter dispose d'un nose art ayant débouché sur l'attribution d'un sobriquet. Le premier représente Piggy la cochonne tandis que le second figure Kermit la grenouille, deux des principaux personnages du programme télévisée Le Muppet Show.

## Instrumentation

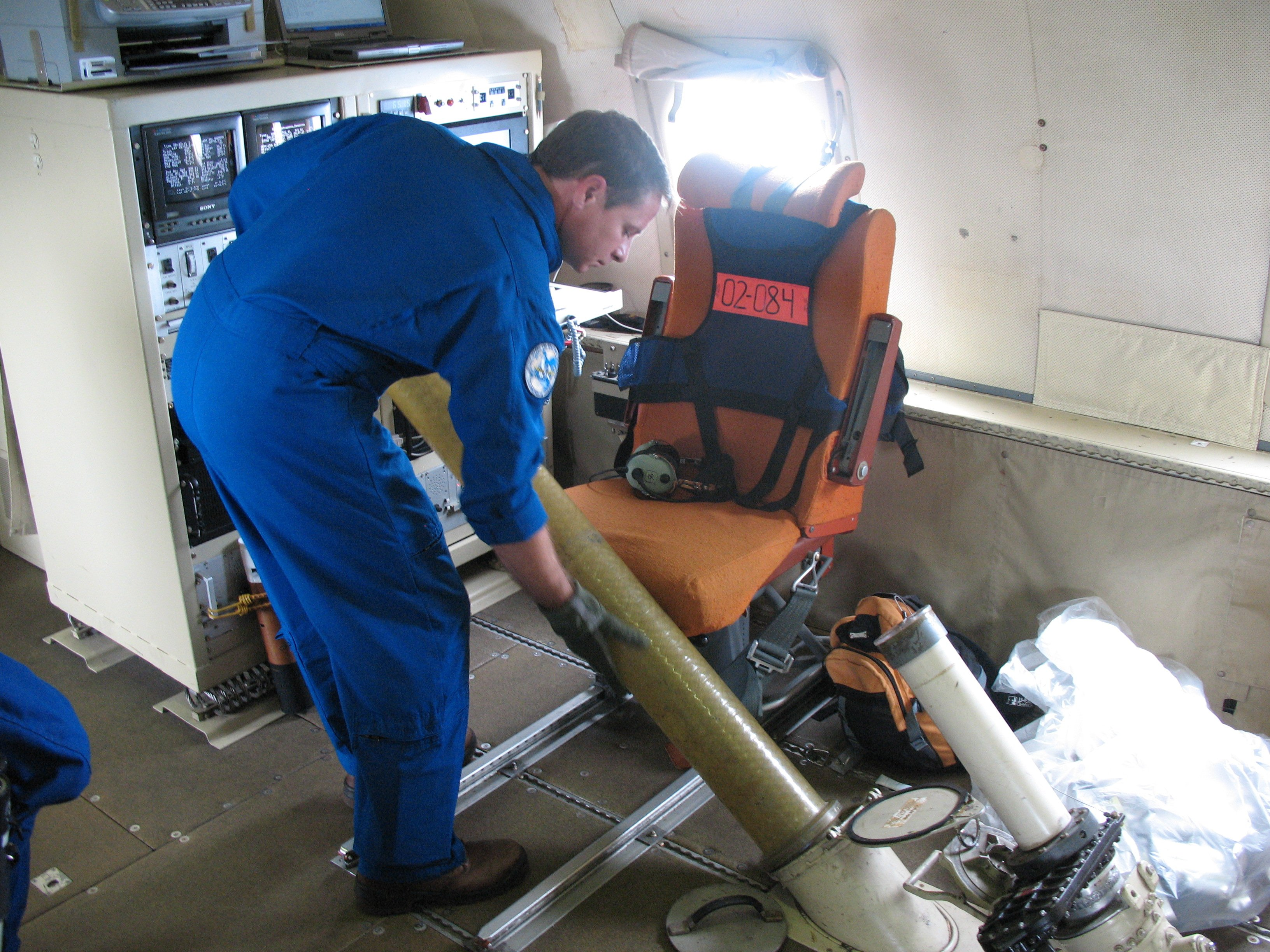
Chargement d'une catasonde à bord d'un Lockheed WP-3D.

En plus des équipements habituels de navigation, ces appareils emportent :
- des radars météorologiques ;
- des capteurs de vitesse ;
- des catasondes qu'ils laissent tomber dans le cyclone pour obtenir un radiosondage ;
- des analyseurs granulométriques des précipitations et des aérosols ;
- des radiomètres pour mesurer la température de l'air et de la mer ;
- des diffusomètres.

## Traduction
Le patronyme de Hurricane Hunter se traduit en français par « Chasseur d'ouragan ».

### Source externe
Le WP-3D sur le site officiel de la NOAA.